# Balta reticulata
Balta reticulata är en kackerlacksart som först beskrevs av Fabricius 1798.  Balta reticulata ingår i släktet Balta och familjen småkackerlackor. Inga underarter finns listade.